# André Lebeau
Pour les articles homonymes, voir Lebeau.
André Lebeau, né le 4 mars 1932 à Montceau-les-Mines (Saône-et-Loire) et décédé le 25 février 2013 à Clamart (Hauts-de-Seine), est un ancien président du Centre national d'études spatiales (CNES), ex-directeur général de Météo-France, et l’auteur de plusieurs ouvrages sur les études spatiales, puis sur l'environnement.

## Biographie
Après des études au Lycée Saint-Louis, il poursuit à l'École normale supérieure (rue d'Ulm — Paris) (promotion Science 1952). En 1956, il passe l'agrégation de sciences physiques. Il obtient un doctorat en science en 1965.
En 1958 il participe à la 2e expédition antarctique française (construction de la Base antarctique Dumont d'Urville en Terre Adélie) lors de l'Année géophysique internationale (AGI). À partir de 1961, il crée et dirige le Groupe de recherches ionosphériques (GRI) issu de la collaboration entre le Centre national d'études des télécommunications (CNET), l'Institut de physique du globe de Paris (IPG) et le Centre national de la recherche scientifique (CNRS).
En 1965, il devient directeur des programmes et du plan puis directeur général adjoint chargé des programmes de la politique industrielle (1972) au CNES. Il quitte le CNES en 1975 pour l'Agence spatiale européenne (ESA), et en devient directeur général adjoint et directeur des programmes.
En 1980, il quitte l'ESA, et obtient la chaire de « Techniques et programmes spatiaux » du Conservatoire national des arts et métiers (CNAM).
De 1980 à 1983, il est responsable de la Mission du Musée des sciences et techniques (préfiguration de ce qui sera la Cité des sciences et de l'industrie) au sein de l'Établissement public du Parc de la Villette sous la présidence de Paul Delouvrier.
En 1986, il est directeur de la Météorologie nationale puis directeur de Météo-France.
En 1987, il est président des Expéditions polaires françaises (missions Paul-Émile Victor).
En 1990, il est nommé président du Conseil d'EUMETSAT (Organisation européenne pour l'exploitation des satellites météorologiques).
En 1991, il occupe le poste de vice-président de l'Organisation météorologique mondiale jusqu'en 1994.
En 1995 et 1996, il est président du CNES.

## Distinctions
André Lebeau a reçu de nombreuses récompenses parmi lesquelles :
- Franck J. Malina Astronautics Medal
- Médaille de la jeunesse, des sports et de l'engagement associatif, argent
- Officier de la Légion d'honneur
- Commandeur de l'ordre national du Mérite

## Ouvrages
- L'Espace en héritage, Odile Jacob, 1986,  (ISBN 978-2-0200-9041-4)
- Choix stratégiques et grands programmes civils (avec Patrick Cohendet), Economica, 1987
- L'Espace, les enjeux et les mythes, Hachette, 1998
- L'Engrenage de la technique: essai sur une menace planétaire, Bibliothèque Sciences humaines, Gallimard, 2005, 266 p.  (ISBN 978-2-07-077456-2)
- Le général Robert Aubinière : propos d'un des pères de la conquête spatiale française, en collab. avec  Robert Aubinière, Yannick d'Escatha, l'Harmattan, 2008
- L'Enfermement planétaire, Gallimard, 2008
- Les Horizons terrestres : réflexions sur la survie de l'humanité, Gallimard, 2011
- Entretiens avec André Lebeau, par Alain Gaubert. Tessier & Ashpool, 2013